# Claudio Bonaccorsi
Claudio Bonaccorsi (Livorno, 28 ottobre 1966) è un ex cestista e allenatore di pallacanestro italiano.
Giocatore eclettico e talentuoso che poteva giocare indifferentemente da playmaker o da guardia, aveva nel tiro da tre punti (scoccato spesso da lunghissime distanze ed anche in transizione) e nei passaggi smarcanti le sue principali armi.
Dopo una lunga militanza nella massima serie, ha cominciato una proficua carriera nelle minors, ritagliandosi un ruolo di punta soprattutto come realizzatore.

## Carriera
Cresciuto nelle giovanili della Pallacanestro Livorno, ne è diventato ben presto una bandiera, avendo disputato con la maglia piellina 8 stagioni consecutive (dal 1983-84 al 1990-91), dopo aver esordito in A2 ad appena 17 anni nell'allora Rapident.
Dopo 14 stagioni passate nella massima serie (tra A1 e A2), nel 1997 con gli Sharks Roseto ha cominciato una nuova carriera in serie B, dove anche nelle stagioni a seguire ha sempre avuto un ruolo di primo piano, risultando stabilmente tra i migliori marcatori del campionato.
Nel 1998-1999 scende per la prima volta in B2 con Cefalù, ed è il miglior marcatore della quarta serie con 33,6 punti di media. Nel 1999-00 è stato capocannoniere della Serie B d'Eccellenza con la maglia del Modena, totalizzando una media di 22,2 punti. Nel 2001 è tornato a vestire i colori della Pallacanestro Livorno, che dopo il fallimento del 1991 era ripartita dalla Promozione ed era tornata in serie B d'Eccellenza al termine della stagione 1999-2000.  Con i livornesi è stato ancora capocannoniere della serie B d'Eccellenza nel 2001-02, totalizzando una media di 25 punti, e si è ripetuto nel 2002-03 con Pistoia, toccando i 24,1 di media.
Nella stagione 2003-04, all'età di 37 anni, mentre disputa il campionato di B2 con San Giovanni Valdarno, viene richiamato da Roseto in serie A, dove scende in campo in 21 partite, con un high di 13 punti. Il 10 aprile 2004, contro la Snaidero Udine, disputa la sua 500ª partita in serie A. 

Confermato a Roseto anche per la stagione 2004-05, in ottobre passa al Basket Brindisi, dove trascorre una stazione e mezza, prima di un addio che lo porterà a San Marino.

Dopo la parentesi sul Titano torna in B1 con Veroli, ma dopo un travagliato avvio di stagione si trasferisce alla Pallacanestro Trieste, dove non riesce ad evitare la retrocessione in B2. Confermato a Trieste, a seguito di un brutto infortunio susseguente ad un blocco cieco è costretto ad abbandonare l'attività professionistica. Dopo una delicata operazione alle vertebre, nel settembre 2009 ha ripreso ad allenarsi con il Dream Team Rimini, squadra di Promozione di Rimini, città dove risiede. Nella stagione 2010-11, dopo avere ottenuto il tesserino da allenatore, inizia la sua carriera come head coach in Promozione nella squadra Perla Verde Riccione. Da quattro anni, dopo aver ottenuto l'abilitazione per l'iscrizione al registro dei procuratori Nazionali ha fondato con l'Avvocato Antonio Ruggiero, già procuratore Fip e Fiba, l'agenzia R&B sports management che vanta atleti di spicco e di interesse nazionale tra i suoi assistiti.